# IIHF European Women Champions Cup
L'European Women Champions Cup (EWCC), il cui nome ufficiale era IIHF European Women Champions Cup, è stata la massima competizione europea per squadre di club femminili di hockey su ghiaccio. Per gli italofoni è spesso indicata semplicemente come Coppa dei Campioni.
La prima edizione si è svolta nel 2004-05, ed è stata vinta dall'AIK, che si è aggiudicata anche le tre edizioni successive.

## Regolamento
Le squadre partecipanti provenienti dalle nazioni con il ranking più basso vengono divise in una serie di gironi da quattro squadre, le vincenti dei quali accedono ad un ulteriore turno dove si scontreranno in gironi da quattro e così via fino ad arrivare al girone finale da 4 o 5 squadre, a seconda delle stagioni, in cui si sfidano la squadra proveniente dal campionato primo nel ranking, la squadra ospitante e le squadre provenienti dalle qualificazioni.

## Chiusura
La competizione è stata cancellata nel 2015 per motivi finanziari.

## Albo d'oro

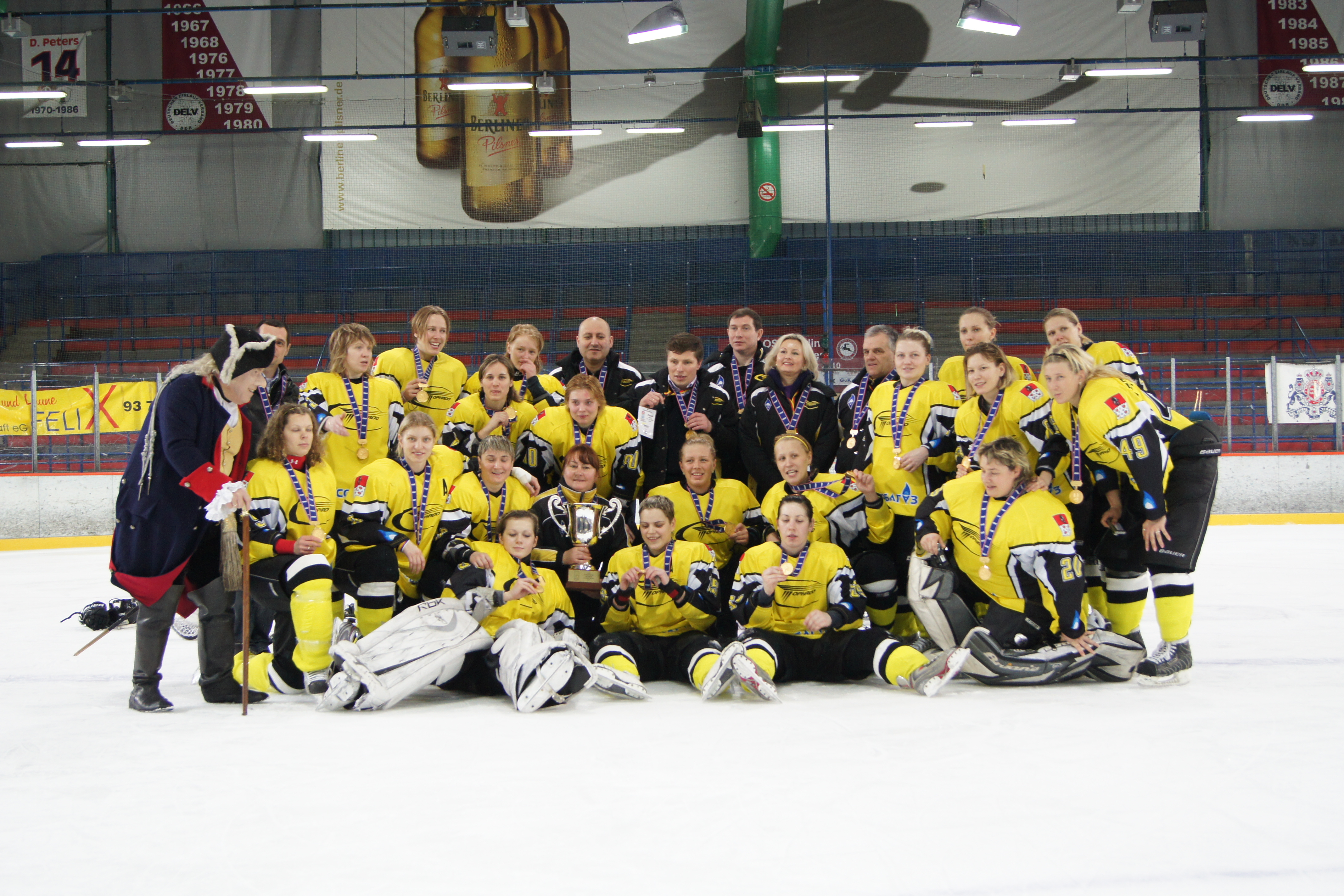
Campione Europeo 2010: Tornado Mosca

| Stagione | Numero partecipanti | Vincitore            | 2º classificato      | 3º classificato |
| 2004-05  | 10                  | AIK                  | Skif Mosca           | EV Zug          |
| 2005-06  | 13                  | AIK                  | Blues Espoo          | Skif Mosca      |
| 2006-07  | 17                  | AIK                  | Tornado Mosca        | Segeltorps IF   |
| 2007-08  | 21                  | AIK                  | Espoo Blues          | Aisulu Almaty   |
| 2008-09  | 20                  | SKIF Nižnij Novgorod | Segeltorps IF        | Blues Espoo     |
| 2009-10  | 20                  | Tornado Mosca        | Blues Espoo          | OSC Berlino     |
| 2010-11  | 20                  | Ilves Tampere        | SKIF Nižnij Novgorod | HC Lugano       |
| 2011-12  | 20                  | Tornado Mosca        | ZSC Lions            | HPK Hämeenlinna |
| 2012-13  | 20                  | Tornado Mosca        | MODO Hockey          | Kärpät Oulu     |
| 2013-14  | 20                  | Tornado Mosca        | AIK                  | Espoo Blues     |
| 2014-15  | 20                  | SKIF Nižnij Novgorod | Linköpings HC        | Espoo Blues     |